# Tlepolemoides vadoni
Tlepolemoides vadoni är en skalbaggsart som beskrevs av Stefan von Breuning 1957. Tlepolemoides vadoni ingår i släktet Tlepolemoides och familjen långhorningar.
Artens utbredningsområde är Madagaskar. Inga underarter finns listade i Catalogue of Life.